# Rock 'n' Roll Prophet
Rock 'n' Roll Prophet is een muziekalbum van Rick Wakeman. Het album is in 1979 opgenomen, terwijl de contractbesprekingen met A & M Records vastliepen. Vervolgens kwam het op een plank te liggen en werd in 1982 uitgegeven door Moon Records, dat al snel failliet ging. Het album is een conceptalbum over het boek Maybe ‘80 (het album heette in eerste instantie ook zo). Op de binnenhoes van het album staat Nina Carter, nieuwe vlam van Wakeman begin jaren ’80. Zij fotografeerde de hoes. Wakeman kondigt aan dat bij een heruitgave zij niet meer op het album voorkomt (zij zette hem in 2000 de deur uit). Het album was moeilijk te krijgen.  Midden jaren ’90 verscheen het op compact disc op Rick’s eigen label onder de catalogusnummer 12 met toevoeging plus. Het album is opgenomen in de Mountain Studios in Montreux. Aan het album zijn later enige tracks toegevoegd, die in dezelfde stijl zijn geschreven, doch veel later gecomponeerd. Deze tracks zijn opgenomen op het Isle of Man, Wakemans nieuwe stek vanaf 1988. Het album is een onbedoelde of bedoelde persiflage op de muziek van The Buggles en daarmee een typisch jaren 80-plaat. Geoff Downes uit The Buggles was Wakemans tijdelijke opvolger binnen Yes (album Drama).
I'm so straight verscheen nog op single en werd een klein succes in Engeland.

## Musici
De bandnaam zou KUDOS worden: 
- Rick Wakeman – toetsinstrumenten, zang
- Liliane Lauber – achtergrondzang
- Gaston Balmer – percussie

## Nummers
| Nr. | Titel                                          | Duur |
| --- | ---------------------------------------------- | ---- |
| 1.  | Return of the prophet                          |      |
| 2.  | I'm so straight I'm a weirdo (origineel album) |      |
| 3.  | The dragon (origineel album)                   |      |
| 4.  | Dark (origineel album)                         |      |
| 5.  | Alpha sleep                                    |      |
| 6.  | Maybe '80 (origineel album)                    |      |
| 7.  | March of the child soldiers                    |      |
| 8.  | Early warning (origineel album)                |      |
| 9.  | spy of '55 (origineel album)                   |      |
| 10. | Stalemate                                      |      |
| 11. | Do you believe in fairies? (origineel album)   |      |
| 12. | Rock 'n' roll prophet (origineel album)        |      |